# Piotr Aleksander Toczyłowski
Piotr Aleksander Toczyłowski herbu Samson (ur. 2 lipca 1741 w Rajgrodzie, zm. przed 3 sierpnia 1807) – polski duchowny rzymskokatolicki, sufragan wileński.

## Biografia
24 lutego 1765 otrzymał święcenia diakonatu, a 2 marca 1765 prezbiteriatu.
23 września 1782 papież Pius VI prekonizował go biskupem pomocniczym wileńskim oraz biskupem in partibus infidelium bellińskim. 29 grudnia 1782 przyjął sakrę biskupią z rąk biskupa wileńskiego Ignacego Jakuba Massalskiego. Współkonsekratorami byli biskup pomocniczy wileński Tomasz Ignacy Zienkowicz oraz bp Walenty Wołczacki OP.
Bp Toczyłowski zrezygnował z sufraganii przed 14 grudnia 1793.